# 阿里山獼猴桃
阿里山獼猴桃（學名Actinidia arisanensis），又稱阿里山奇異果、硬齒獼猴桃，屬獼猴桃屬的一種。阿里山獼猴桃是一種大型、木質藤本的植物，是奇異果的近親，其漿果亦可食用。